# Alexandre Tuffèri
Alexandre Tuffèri, resp. Tuffère (řecky Αλέξανδρος Τουφερής, Alexandros Touferis, 8. června 1876, Athény – 14. března 1958, tamtéž) byl francouzsko-řecký atlet, který se věnoval především trojskoku, ale i skoku dalekému a krátkým překážkám, držitel stříbrné medaile v trojskoku na 1. letních olympijských hrách 1896 v Athénách.

## Životopis
Tuffèri se narodil v Athénách řecké matce a francouzskému otci. Žil ve svém rodném městě a na olympiádě chtěl soutěžit za Řecko, ale mezinárodní komise jeho žádost zamítla, a proto reprezentoval Francii, pro kterou vybojoval historicky první medaili na olympiádě nového věku. Francii zastupoval i na 2. olympijských hrách v Paříži 1900, ale na athénských Mezihrách 1906 už reprezentoval Řecko. Mezi lety 1901 a 1906 vybojoval celkem pět řeckých národních titulů, jeden v trojskoku a po dvou v dálce a v běhu na 110 m překážek. Závodil nejprve za klub Panellinios GS a později za Ethnicos GS.
Tuffèri se aktivně účastnil 1. světové války. Byl bankovním úředníkem. Mnoho let strávil v Xanthi na severu země, kde se posléze stal ředitelem banky v Xanthi a od roku 1924 byl také prezidentem sportovního klubu Orpheus Xanthi. V roce 1937 se stal rytířem Čestné legie. Počátek 2. světové války jej zastihl v Athénách, kde vznikal výbor gaullistické skupiny podporovatelů Hnutí svobodné Francie, kterou inicioval v Káhiře působící komisař Svobodné Francie pro Blízký východ generál Georges Catroux, skutečným vůdcem athénské skupiny však byl Octave Merlier.

## Tuffèri na olympijských hrách
Trojskok byl první dokončenou soutěží 1. letních olympijských hrách 1896. Z tohoto hlediska to byla disciplína skutečně historická, neboť korunovala první z tisíců dalších medailistů. K soutěži se přihlásilo sedm skokanů z pěti zemí, některé zdroje však uvádějí až deset závodníků, ale shodují se ve jménech medailistů. S náskokem celého metru zvítězil James Connolly z USA (13.71 m) v ustavujícím olympijském rekordu, druhý byl Tuffèri (12.70 m) a třetí Řek Ioannis Persakis (12.52 m). Na druhý den závodil Tuffèri i ve skoku dalekém, výkonem 598 cm skončil na 4. místě, k bronzu mu chybělo 14 cm.
Na olympijských hrách v Paříži o čtyři roky později se již Tuffèrimu tolik nedařilo. V trojskoku skončil na 6. místě ze 13 účastníků, jeho výkon není znám. Na Mezihrách v roce 1906 si zkusil skok daleký z místa, v němž skončil na sedmém místě výkonem 285.5 cm a v běhu na 110 m překážek skončil v rozběhu.